# Cully, Calvados
Cully är en kommun i departementet Calvados i regionen Normandie i norra Frankrike. Kommunen ligger i kantonen Creully som ligger i arrondissementet Caen. År 2018 hade Cully 157 invånare.

## Befolkningsutveckling
Antalet invånare i kommunen Cully
Referens: INSEE